# Thür
Thür település Németországban, Rajna-vidék-Pfalz tartományban. Lakosainak száma 1538 fő (2023. december 31.).

## Népesség
A település népességének változása:
| Lakosok száma | 1277 | 1464 | 1482 | 1485 | 1508 | 1538 |
|               | 1975 | 2017 | 2019 | 2021 | 2022 | 2023 |